# 太平山森林鐵路柴油機車
太平山森林鐵路柴油機車是一款行駛於太平山森林鐵路的一款柴油機車，早期伐木時期用於載運原木，現今轉型該做為觀光鐵路。

## 概要
伐木時期用於車輛調度以及運輸使用，現今改為觀光鐵道之用，由退輔會台北鐵工廠製造，由於伐木結束後難以全線轉型為觀光鐵道，因此僅茂興線轉型為蹦蹦車局部復駛。

## 運用
於太平山站至茂興站來回行駛，每半點由太平山站開車，每整點由茂興站開回太平山站。
每月第二週及第四週的星期二運休保養。

## 照片

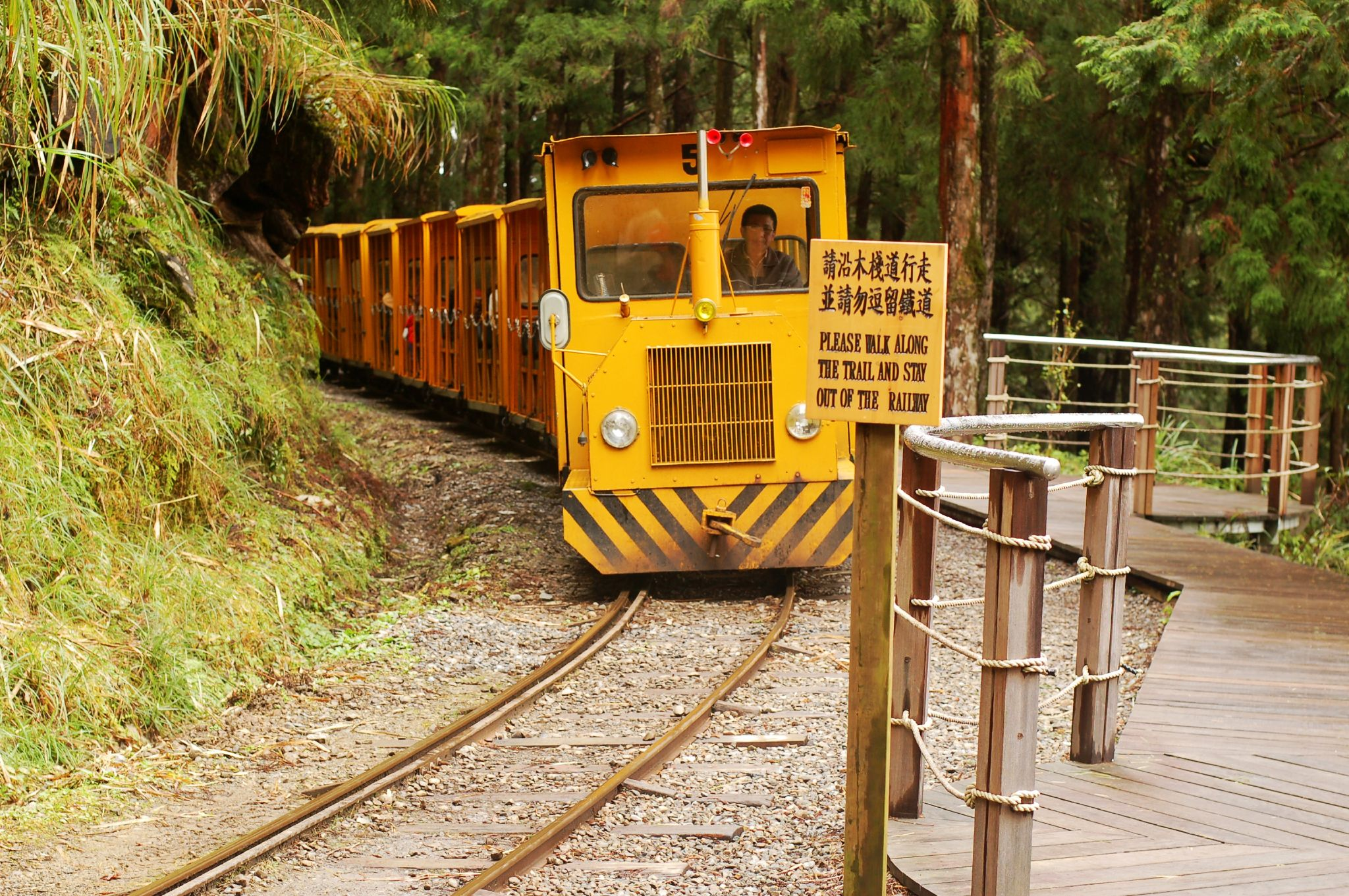
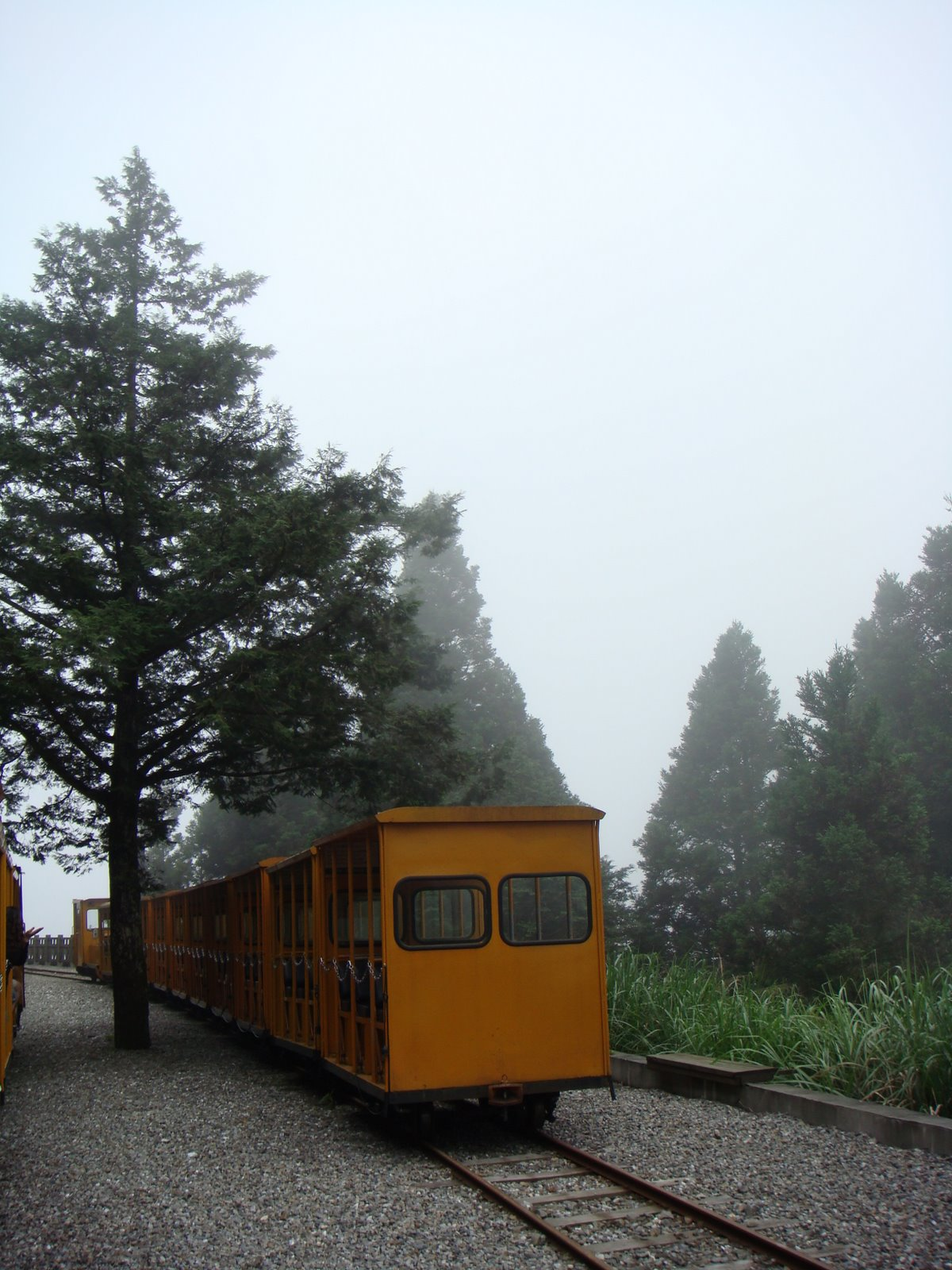
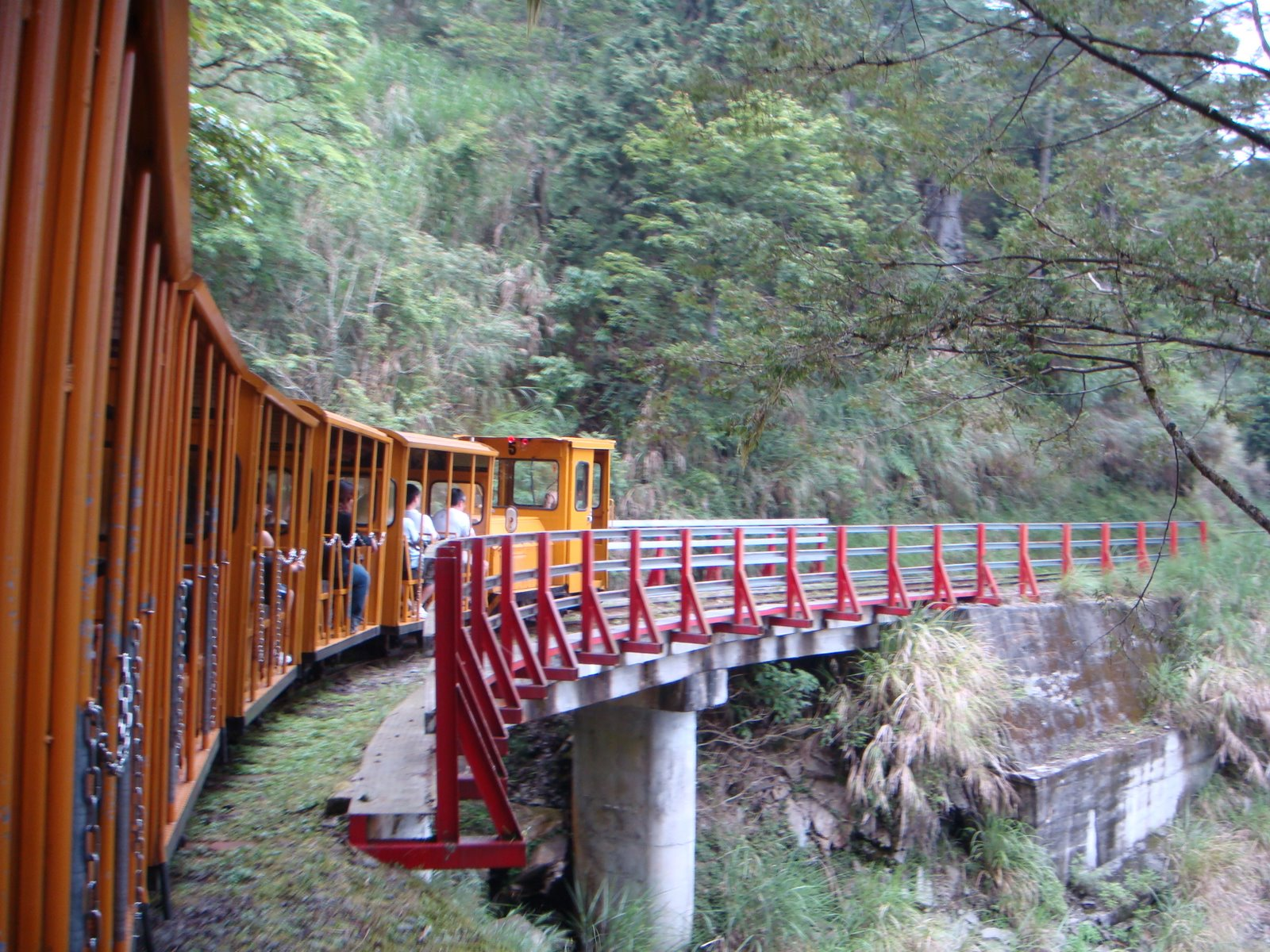
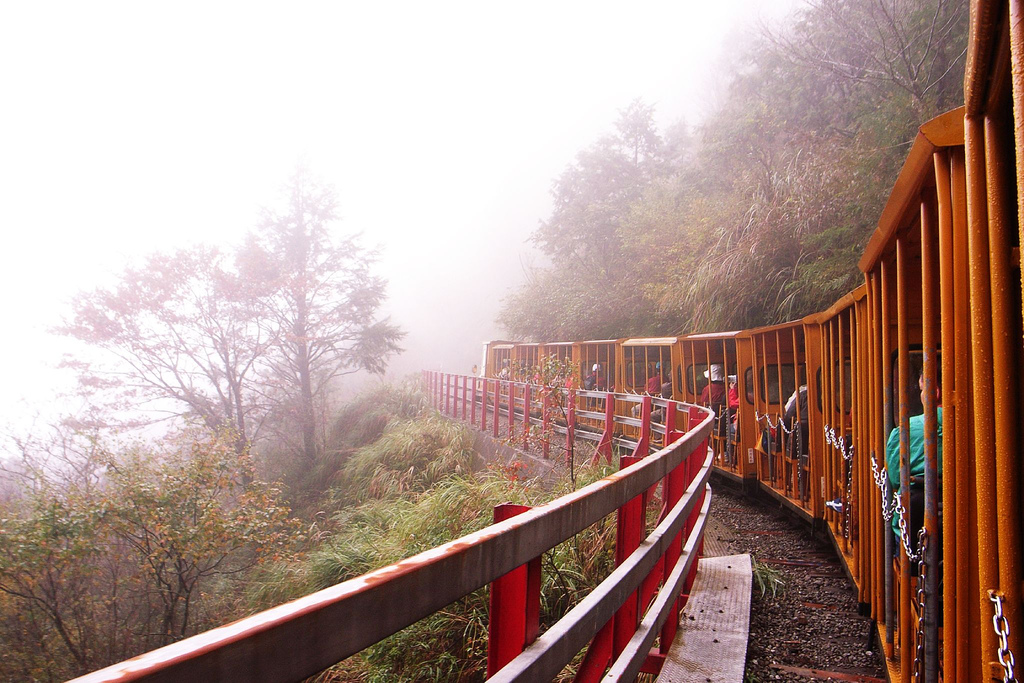

## 外部連結
- 太平山蹦蹦車 - 台灣山林悠遊網 （页面存档备份，存于）
- 太平山國家森林遊樂區入口網 - 蹦蹦車 （页面存档备份，存于）